# Dagalaifo (console 461)
Flavio Dagalaifo (latino: Flavius Dagalaiphus; fl. 461-475) è stato un politico bizantino.

## Biografia
Figlio di Areobindo (console nel 434), Dagalaifo sposò Godistea, figlia di Ardaburio (console nel 447) e nipote di Ardaburio Aspare (console nel 434 e collega di Areobindo). Ebbe come figlio il console del 506, Areobindo Dagalaifo Areobindo, e fu quindi consuocero dell'imperatore romano d'Occidente Anicio Olibrio.
Nel 461 fu console in Oriente, con il collega Flavio Severino.
Durante il regno di Basilisco (475 – 476), Dagalaifo, attestato dalle fonti come patricius, accolse nella sua casa a Costantinopoli Daniele lo Stilita, per farlo riposare durante una dimostrazione contro l'imperatore.